# Centracanthidae

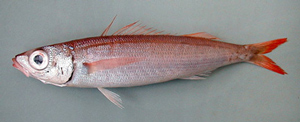
Centracanthus cirrus

Centracanthidae var en familj av fiskar i ordningen abborrartade fiskar (Perciformes). Enligt Catalogue of Life omfattade familjen Centracanthidae 9 arter.
Arterna infogas i nyare taxonomiska avhandlingar i havsrudefiskar. De förekommer i östra Atlanten från Medelhavet till södra Afrika.
Släkten som tillhörde familjen enligt Catalogue of Life:
- Centracanthus
- Spicara